# لی کویی
لی کویی شخصیتی خیالی در داستان یاغیان مردابها است و به «گردباد سیاه» و «نرّه‌گاو آهنین» شهره است. او با دو تبر می‌جنگد. چهره‌ای تیره دارد، با ابروی پیوسته سرخ‌گون. قمارباز است و مشروب فراوان می‌خورد. اخلاقش سخت ناخوش است و نگاهش ترسناک.

## سرگذشت
لی کویی در جوانی در روستای زادگاهش در شهرستان ییشوی یکی را تصادفاً کشته و به همین خاطر گریخته و در جیانگ‌ژو (که بعداً جیاجیانگ نامیده شد) زیر نظر دای زونگ زندان‌بان شده. با سونگ جیانگ، که از یانگچنگ تبعید شده، آشنا می‌شود و … پس از ماجراهای فراوان، چون که هنگام مرگش فرامی‌رسد، می‌خواهد که کنار سونگ جیانگ به خاکش بسپارند.

## اقتباس‌ها
در روزگار دودمان یوآن نمایشنامه‌هایی نوشته شد که قهرمانش لی کویی بود، از جمله لی کویی به گناه خویش اقرار می‌کند. لی کویی قهرمان چند بازی کامپیوتری در قرن بیست‌ویک میلادی هم بوده‌است.